# Crisi venezuelana del 1895
La crisi venezuelana del 1895 scaturì dalla disputa di lunga durata del Venezuela con il Regno Unito sul territorio dell'Essequibo e della Guayana Esequiba, che la Gran Bretagna rivendicava come parte della Guiana britannica e il Venezuela visto come territorio venezuelano. Quando la disputa divenne una crisi, la questione chiave divenne il rifiuto della Gran Bretagna di includere nell'arbitrato internazionale proposto il territorio ad est della Linea Schomburgk, che un geometra aveva disegnato mezzo secolo prima come confine tra il Venezuela e l'ex territorio olandese della Guyana britannica.
Alla fine la crisi ha visto la Gran Bretagna accettare l'intervento degli Stati Uniti nella disputa per forzare l'arbitrato dell'intero territorio conteso e accettare tacitamente il diritto degli Stati Uniti di intervenire sotto la dottrina Monroe. Un tribunale si riunì a Parigi nel 1898 per decidere la questione, e nel 1899 assegnò la maggior parte del territorio conteso alla Guiana britannica.
La disputa era diventata una crisi diplomatica nel 1895 quando il lobbista del Venezuela William L. Scruggs cercò di argomentare che il comportamento britannico sulla questione violava la dottrina Monroe del 1823 e usò la sua influenza a Washington per perseguire la questione. Quindi il presidente americano Grover Cleveland adottò un'ampia interpretazione della dottrina che non solo vietava nuove colonie europee, ma dichiarò un interesse americano in qualsiasi questione all'interno dell'emisfero. Il primo ministro britannico Lord Salisbury e l'ambasciatore britannico a Washington, Julian Pauncefote, giudicarono male l'importanza che il governo americano aveva posto sulla controversia, prolungando la crisi prima di accettare in definitiva la richiesta americana di arbitrato dell'intero territorio.
Ponendosi di fianco ad una nazione latinoamericana contro le potenze coloniali europee, Cleveland migliorò le relazioni con i vicini meridionali degli Stati Uniti, ma il modo cordiale con cui venivano condotti i negoziati portò anche a buone relazioni con la Gran Bretagna. Tuttavia, appoggiandosi a una forte dichiarazione statunitense di una forte interpretazione della dottrina Monroe, la Gran Bretagna accettò tacitamente il responso e la crisi fornì così una base per l'espansione dell'interventismo statunitense nelle Americhe. 
Il principale storico dell'America Latina britannico Robert Arthur Humphreys in seguito definì la crisi "uno degli episodi più importanti della storia delle relazioni anglo-americane in generale e delle rivalità anglo-americane in America Latina in particolare."

## Sfondo
Nel 1895 il Venezuela aveva avuto una controversia con il Regno Unito sul territorio della Guayana Esequiba, che la Gran Bretagna rivendicava come parte della Guiana britannica e il Venezuela vedeva come territorio venezuelano, per oltre mezzo secolo. Le rivendicazioni territoriali erano originariamente quelle dell'Impero spagnolo (ereditato dal Venezuela dopo la sua indipendenza nel 1830) e dell'Impero olandese (ereditato dal Regno Unito con l'acquisizione dei territori olandesi di Essequibo, Demerara e Berbice nel 1814), essendo rimasto instabile nei secoli precedenti. Nel corso del diciannovesimo secolo, i britannici e i venezuelani non si erano dimostrati più in grado di raggiungere un accordo, fino a quando la questione non si risolse nel 1895, dopo sette anni di rapporti diplomatici separati.
La base delle discussioni tra il Venezuela e il Regno Unito risiedeva nella difesa britannica di una particolare divisione del territorio derivante da un'indagine a metà del XIX secolo. Questo sondaggio ebbe origine con la spedizione quadriennale del naturalista tedesco Robert Schomburgk per la Royal Geographical Society nel 1835-1839, che portò ad una linea che segnava quello che si credeva essere il confine occidentale rivendicato dagli olandesi. Come risultato di ciò, fu incaricato dal governo britannico di effettuare un'indagine sui confini della Guiana. Il risultato fu la "Linea Schomburgk", che stabilì Schomburgk in parte seguendo divisioni naturali e in parte per distinguere il territorio dell'occupazione spagnola o venezuelana da quello che era stato occupato dagli olandesi. La linea di confine andò ben oltre l'area di occupazione britannica e diede alla Guiana britannica il controllo della foce del fiume Orinoco. Nel 1844 il Venezuela dichiarò il fiume Essequibo la linea divisoria; un'offerta britannica dello stesso anno, per apportare importanti modifiche alla linea e cedere la bocca dell'Orinoco e di un territorio molto associato, fu ignorata. Non fu raggiunto alcun accordo tra la Gran Bretagna e il Venezuela e, dopo un accordo del 1850 per non invadere il territorio conteso, la questione rimase in gran parte insoluta fino al 1876, quando ripresero gli scambi diplomatici. Il disegno iniziale di Schomburgk, che era stato pubblicato nel 1840, fu l'unica versione della "Schomburgk Line" pubblicata fino al 1886. Ciò portò all'accusa del presidente statunitense Grover Cleveland riguardo al fatto che la linea potesse essere stata estesa "in qualche modo misterioso".
Nell'ottobre del 1886, la Gran Bretagna dichiarò la Linea come la frontiera provvisoria della Guiana britannica e nel febbraio 1887 il Venezuela interruppe le relazioni diplomatiche. Proposte per un rinnovo dei rapporti e la risoluzione della controversia fallirono ripetutamente e, nell'estate del 1894, i rapporti diplomatici furono del tutto interrotti, situazione che durò per sette anni, con la disputa che si trascinò per mezzo secolo. Inoltre, entrambe le parti avevano stabilito stazioni di polizia o militari nei punti chiave dell'area, anche per difendere le rivendicazioni sul giacimento aurifero Caratal del bacino Yuruari della regione, che era all'interno del territorio venezuelano ma rivendicato dagli inglesi. La miniera di El Callao, i cui scavi iniziarono nel 1871, fu per un periodo una delle più ricche del mondo, e nel complesso i giacimenti auriferi videro oltre un milione di once esportate tra il 1860 e il 1883. L'estrazione dell'oro era dominato da immigrati provenienti dalle isole britanniche e dalle Indie occidentali britanniche, cosa che dava l'impressione di una colonia inglese sul territorio venezuelano.

## Arbitrato

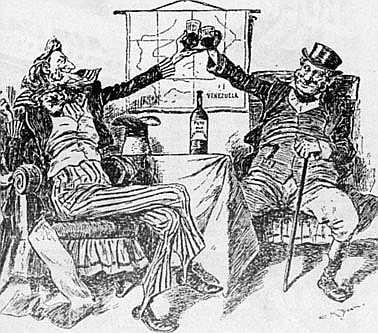
Un disegno del 1896 di un giornale americano, in seguito all'accordo con la Gran Bretagna per l'arbitrato.

Nel gennaio 1896 il governo britannico decise in effetti di riconoscere il diritto degli Stati Uniti di intervenire nella disputa di confine, accettando l'arbitrato in linea di principio senza insistere sulla linea di Schomburgk come base per la negoziazione. I negoziati tra Stati Uniti e Gran Bretagna sui dettagli dell'arbitrato seguirono, e la Gran Bretagna fu in grado di persuadere gli Stati Uniti facendoli avvicinare a gran parte delle sue opinioni anche se divenne chiaro che probabilmente la relazione della Commissione per i confini sarebbe stata verosimilmente negativa nei confronti delle rivendicazioni britanniche. Un accordo tra Stati Uniti e Regno Unito fu firmato il 12 novembre 1896. I lavori della commissione furono sospesi nel novembre 1896, sebbene i commissari stessero continuando a produrre un ampio rapporto.
L'accordo prevedeva un tribunale con due membri rappresentanti il Venezuela (ma scelti dalla Corte Suprema degli Stati Uniti), due membri scelti dal governo britannico e il quinto membro scelto da questi quattro, che presiedevano. Il presidente venezuelano Joaquín Crespo fece riferimento a un senso di "umiliazione nazionale" e il trattato fu modificato in modo che il presidente venezuelano nominasse un membro del Tribunale. Tuttavia si capì che la sua scelta non sarebbe ricaduta su di un venezuelano, e infatti nominò il capo della giustizia degli Stati Uniti. Il trattato di Washington tra il Venezuela e il Regno Unito fu firmato e ratificato diversi mesi dopo.
Dopo che gli Stati Uniti e la Gran Bretagna avevano nominato i loro arbitri, la Gran Bretagna propose che le parti in causa concordassero sul quinto arbitro che presiedeva. Ci furono ritardi per questa discussione, e nel frattempo Martens fu tra i nomi dei giuristi internazionali suggeriti dagli Stati Uniti. Martens fu quindi scelto dal Venezuela da una lista di nomi presentata dalla Gran Bretagna. Il gruppo arbitrale consisteva quindi in:
- Melville Weston Fuller (Chief Justice degli Stati Uniti)
- David Josiah Brewer (membro della Corte Suprema degli Stati Uniti)
- Sir Richard Henn Collins (Lord Justice of Appeal)
- Lord Herschell (ex Lord Chancellor), sostituito alla sua morte da Charles Russell (Lord Chief Justice di Inghilterra e Galles)
- Friedrich Martens (diplomatico e giurista russo)

Il consulente legale del Venezuela era l'ex presidente degli Stati Uniti Benjamin Harrison, coadiuvato da Severo Mallet-Prevost, Benjamin F. Tracy, James R. Soley e José María Rojas. La Gran Bretagna era rappresentata dal suo Procuratore generale, Richard Webster, coadiuvato da Robert Reid, George Askwith e Sidney Rowlatt, con Sir Frederick Pollock che preparava il profilo originale della tesi della Gran Bretagna. Gli argomenti finali furono presentati nel dicembre 1898 per un totale di 23 volumi.
L'argomento principale della Gran Bretagna era che (prima dell'indipendenza del Venezuela) la Spagna non aveva preso possesso effettivo del territorio conteso e che in effetti gli indiani locali avevano avuto alleanze con gli olandesi, dando agli olandesi una sfera di influenza che gli inglesi acquisirono nel 1814. Dopo 55 giorni di udienze, i giudici si ritirarono per sei giorni. I giudici americani trovarono assurda l'argomentazione britannica, dal momento che gli indiani d'America non erano mai stati considerati avere alcuna sovranità.
A Parigi il 3 giugno 1899 il Tribunale arbitrale rese pubblica la sua decisione. La decisione fu unanime, ma i giudici non fornirono alcuna motivazione, limitandosi a descrivere il confine che ne risultò, che fornì al Regno Unito quasi il 90% del territorio conteso. La linea Schomburgk fu, con piccole deviazioni, ristabilita come confine tra la Guiana britannica e il Venezuela. La prima deviazione dalla linea di Schomburgk fu che il territorio del Venezuela includeva il Barima Point alla foce dell'Orinoco, dandogli il controllo indiscusso del fiume, e quindi la possibilità di imporre dazi sul commercio venezuelano. La seconda deviazione era relativa al confine sul fiume Wenamu piuttosto che sul fiume Cuyuni, cosa che diede al Venezuela un territorio considerevole ad est della linea - territorio che la Gran Bretagna aveva originariamente rifiutato di includere nell'arbitrato. Tuttavia, la Gran Bretagna ricevette la maggior parte del territorio conteso e tutte le miniere d'oro.